# Okres Ouest lausannois
Okres Ouest lausannois (francouzsky District de l’Ouest lausannois) je jedním z okresů kantonu Vaud ve Švýcarsku. Jeho sídlem je Renens.

## Poloha
Okres se rozkládá ve střední části kantonu. Na západě sousedí s okresem Morges, na severu s okresem Gros-de-Vaud, na východě s okresem Lausanne a na jihu je ohraničen Ženevským jezerem.

## Seznam obcí
| Znak                  | Název obce            | Počet obyvatel (31. 12. 2022) | Rozloha (km²) | Hustota zalidnění (obyv./km²) |
| --------------------- | --------------------- | ----------------------------- | ------------- | ----------------------------- |
| Bussigny              | Bussigny              | 10 365                        | 4,81          | 2155                          |
| Chavannes-près-Renens | Chavannes-près-Renens | 8737                          | 1,65          | 5295                          |
| Crissier              | Crissier              | 9181                          | 5,50          | 1669                          |
| Ecublens              | Ecublens              | 13 118                        | 5,72          | 2293                          |
| Prilly                | Prilly                | 12 294                        | 2,20          | 5588                          |
| Renens                | Renens                | 21 086                        | 2,95          | 7148                          |
| Saint-Sulpice         | Saint-Sulpice         | 5046                          | 1,86          | 2713                          |
| Villars-Sainte-Croix  | Villars-Sainte-Croix  | 982                           | 1,65          | 595                           |
| Celkem (8)            | Celkem (8)            | 80 809                        | 26,34         | 3068                          |